# Толпинский сельсовет
Толпи́нский сельсовет — муниципальное образование со статусом сельского поселения в Кореневском районе Курской области Российской Федерации.
Административный центр — село Толпино.

## История
Статус и границы сельсовета установлены Законом Курской области от 21 октября 2004 года № 48-ЗКО «О муниципальных образованиях Курской области».
Законом Курской области от 26 апреля 2010 года № 26-ЗКО в состав сельсовета включены населённые пункты упразднённого Верхнегрунского сельсовета.

## Население
| 2002  | 2010  | 2012  | 2013  | 2014  | 2015  | 2016  |
| ----- | ----- | ----- | ----- | ----- | ----- | ----- |
| 1180  | ↗1751 | ↘1693 | ↘1636 | ↘1575 | ↘1548 | ↘1513 |
| 2017  | 2018  | 2019  | 2020  | 2021  |       |       |
| ↘1497 | ↘1482 | ↘1471 | ↘1450 | ↘1212 |       |       |

## Состав сельского поселения
| № | Населённый пункт | Тип населённого пункта       | Население |
| - | ---------------- | ---------------------------- | --------- |
| 1 | Александровка    | село                         | ↘233      |
| 2 | Верхняя Груня    | село                         | ↘379      |
| 3 | Гавриловка       | деревня                      | ↗118      |
| 4 | Колычевка        | деревня                      | ↘171      |
| 5 | Нижняя Груня     | село                         | ↘143      |
| 6 | Старостинка      | хутор                        | ↘2        |
| 7 | Толпино          | село, административный центр | ↘602      |
| 8 | Южный            | посёлок                      | ↘103      |